# Bente Skari
Bente Skari (* 10. September 1972 in Oslo; gebürtig Bente Martinsen) ist eine ehemalige norwegische Skilangläuferin. Sie ist die Tochter von Odd Martinsen. Vor ihrer Heirat mit Geir Skari im Jahr 1999 startete sie unter ihrem Geburtsnamen Martinsen.

## Karriere
Skari gewann bei den Junioren-Weltmeisterschaften 1991 in Reit im Winkl mit der norwegischen Staffel den Titel über 4 × 5 Kilometer. Ihre ersten olympischen Medaillen, eine silberne mit der Staffel und eine bronzene über 5 km, gewann sie 1998. Bei den Winterspielen 2002 wurde sie Olympiasiegerin über 10 km, außerdem erreichte sie mit der Staffel den zweiten und über 30 km den dritten Platz. Bei Weltmeisterschaften gewann Skari zwischen 1997 und 2003 insgesamt fünf Titel und erreichte zwei weitere Podiumsplätze. Im Jahr 2001 wurde sie mit der Holmenkollen-Medaille geehrt (ihr Vater hatte diese 1969 erhalten).
Im Skilanglauf-Weltcup war Skari ebenfalls sehr erfolgreich und gewann insgesamt 42 Rennen. Allein 14 Siege gelangen ihr in ihrer letzten Saison 2002/03, eine Leistung, die bis heute von keiner anderen Läuferin annähernd erreicht worden ist. Vier Mal entschied Skari die Gesamtwertung des Weltcups für sich: 1999 (punktgleich mit Stefania Belmondo), 2000, 2002 und 2003.

## Erfolge

### Olympische Winterspiele
- 1998 in Nagano: Silber mit der Staffel, Bronze über 5 km
- 2002 in Salt Lake City: Gold über 10 km, Silber mit der Staffel, Bronze über 30 km

### Weltmeisterschaften
- 1997 in Trondheim: Silber mit der Staffel
- 1999 in Ramsau: Gold über 5 km
- 2001 in Lahti: Gold über 10 km, Gold über 15 km, Silber mit der Staffel
- 2003 im Val di Fiemme: Gold über 10 km, Gold über 15 km

### Norwegische Meisterschaften
- 1991: Bronze mit der Staffel
- 1994: Silber über 10 km, Silber mit der Staffel, Bronze über 15 km
- 1995: Silber mit der Staffel
- 1996: Silber über 15 km, Silber mit der Staffel, Bronze über 30 km
- 1997: Gold über 30 km, Silber über 5 km, Silber mit der Staffel, Bronze über 10 km
- 1998: Gold über 10 km, Gold über 15 km, Silber über 5 km, Bronze über 30 km, Bronze mit der Staffel
- 1999: Gold über 5 km, Gold über 10 km, Silber über 15 km, Silber über 30 km
- 2000: Gold über 5 km, Gold über 10 km, Gold über 15 km, Silber im Sprint
- 2001: Gold über 5 km, Gold über 30 km, Gold im Sprint, Silber über 10 km
- 2002: Gold über 5 km, Bronze über 10 km
- 2003: Gold über 5 km, Gold über 10 km, Gold über 15 km, Gold im Sprint

### Siege bei Weltcuprennen

#### Weltcupsiege im Einzel
| Nr. | Datum             | Ort                    | Disziplin            |
| --- | ----------------- | ---------------------- | -------------------- |
| 1.  | 10. Dezember 1997 | Mailand                | Sprint Freistil      |
| 2.  | 13. Dezember 1997 | Val di Fiemme          | 5 km klassisch       |
| 3.  | 9. Januar 1998    | Ramsau am Dachstein    | 5 km klassisch       |
| 4.  | 13. Dezember 1998 | Toblach                | 10 km klassisch      |
| 5.  | 27. Dezember 1998 | Garmisch-Partenkirchen | Sprint Freistil      |
| 6.  | 28. Dezember 1998 | Engelberg              | Sprint Freistil      |
| 7.  | 29. Dezember 1998 | Kitzbühel              | Sprint Freistil      |
| 8.  | 5. Januar 1999    | Otepää                 | 10 km klassisch      |
| 9.  | 9. Januar 1999    | Nové Město             | 10 km klassisch      |
| 10. | 20. Februar 1999  | Ramsau am Dachstein    | 5 km klassisch 1     |
| 11. | 27. November 1999 | Kiruna                 | 5 km klassisch       |
| 12. | 29. Dezember 1999 | Kitzbühel              | Sprint Freistil      |
| 13. | 28. Februar 2000  | Stockholm              | Sprint klassisch     |
| 14. | 8. März 2000      | Oslo                   | Sprint klassisch     |
| 15. | 17. März 2000     | Bormio                 | 5 km klassisch       |
| 16. | 25. November 2000 | Beitostølen            | 10 km klassisch      |
| 17. | 16. Dezember 2000 | Brusson                | 10 km klassisch      |
| 18. | 28. Dezember 2000 | Engelberg              | Sprint klassisch     |
| 19. | 14. Januar 2001   | Soldier Hollow         | Sprint Freistil      |
| 20. | 1. Februar 2001   | Asiago                 | Sprint Freistil      |
| 21. | 10. Februar 2001  | Otepää                 | 5 km klassisch       |
| 22. | 24. November 2001 | Kuopio                 | 10 km klassisch      |
| 23. | 8. Dezember 2001  | Cogne                  | 5 km klassisch       |
| 24. | 15. Dezember 2001 | Davos                  | 10 km klassisch      |
| 25. | 19. Dezember 2001 | Asiago                 | Sprint klassisch     |
| 26. | 8. Januar 2002    | Val di Fiemme          | 15 km klassisch      |
| 27. | 5. März 2002      | Stockholm              | Sprint klassisch     |
| 28. | 13. März 2002     | Oslo                   | Sprint klassisch     |
| 29. | 30. November 2002 | Kuusamo                | 10 km klassisch      |
| 30. | 7. Dezember 2002  | Davos                  | 10 km Freistil       |
| 31. | 14. Dezember 2002 | Cogne                  | 15 km Freistil Mst.  |
| 32. | 15. Dezember 2002 | Cogne                  | Sprint klassisch     |
| 33. | 21. Dezember 2002 | Ramsau am Dachstein    | 10 km Skiathlon      |
| 34. | 12. Januar 2003   | Otepää                 | 15 km klassisch Mst. |
| 35. | 18. Januar 2003   | Nové Město             | 10 km Freistil       |
| 36. | 25. Januar 2003   | Oberhof                | 10 km klassisch Mst. |
| 37. | 15. Februar 2003  | Asiago                 | 5 km klassisch       |
| 38. | 6. März 2003      | Oslo                   | Sprint klassisch     |
| 39. | 8. März 2003      | Oslo                   | 30 km klassisch      |
| 40. | 11. März 2003     | Drammen                | Sprint klassisch     |
| 41. | 20. März 2003     | Borlänge               | Sprint Freistil      |
| 42. | 22. März 2003     | Falun                  | 10 km Skiathlon      |

#### Weltcupsiege im Team
| Nr. | Datum             | Ort    | Disziplin          |
| --- | ----------------- | ------ | ------------------ |
| 1.  | 16. Dezember 2001 | Davos  | 4 × 5 km Staffel 2 |
| 2.  | 24. November 2002 | Kiruna | 4 × 5 km Staffel 3 |
| 3.  | 8. Dezember 2002  | Davos  | 4 × 5 km Staffel 4 |

### Weltcup-Gesamtplatzierungen
| Saison    | Gesamt | Gesamt | Langdistanz | Langdistanz | Sprint | Sprint |
| Saison    | Punkte | Platz  | Punkte      | Platz       | Punkte | Platz  |
| --------- | ------ | ------ | ----------- | ----------- | ------ | ------ |
| 1993/94   | 62     | 32.    | –           | –           | –      | –      |
| 1994/95   | 123    | 35.    | –           | –           | –      | –      |
| 1995/96   | 291    | 12.    | –           | –           | –      | –      |
| 1996/97   | 391    | 6.     | 95          | 10.         | 232    | 4.     |
| 1997/98   | 625    | 2.     | 106         | 10.         | 525    | 1.     |
| 1998/99   | 768    | 1.     | 139         | 13.         | 806    | 1.     |
| 1999/2000 | 1176   | 1.     | 216 465     | 5. 5 6. 6   | 505    | 1.     |
| 2000/01   | 990    | 2.     | –           | –           | 430    | 1.     |
| 2001/02   | 877    | 1.     | –           | –           | 319    | 1.     |
| 2002/03   | 1392   | 1.     | –           | –           | 410    | 2.     |